# Crofesima
Crofesima – dawna nazwa górnej warstwy płaszcza ziemskiego (mezosfery).
Nazwę dla tej warstwy płaszcza wprowadzono, gdyż uważano, że jest ona zbudowana z krzemu (Si) i magnezu (Mg) (sima) oraz z pewnych ilości chromu (Cr) i żelaza (Fe) - Cr+Fe+Si+Mg.